# Грубый, Густав
Густав Агустин Грубый (чеш. Gustav Agustin Hrubý; 18 апреля 1916, Вена — неизвестно) — чехословацкий спортивный гимнаст. Участник летних Олимпийских игр 1948 года, чемпион мира 1938 года.

## Биография
Густав Грубый родился 18 апреля 1916 года в австро-венгерском городе Вена (сейчас в Австрии).
Выступал в соревнованиях по спортивной гимнастике за «Сокол» из Брно.
В 1938 году завоевал золотую медаль чемпионата мира в Праге в командном многоборье: сборная Чехословакии, за которую также выступали Ян Гайдош, Алоис Гудец, Эмануэль Лёффлер, Вратислав Петрачек, Ян Сладек и Индржих Тинтера, набрала 806,800 балла. В личном многоборье занял 6-е место (133,83), уступив 2,23 балла завоевавшему золото Яну Гайдошу. В опорном прыжке занял 4-е место (19,36), уступив 0,47 балла победителю Ойгену Маку из Швейцарии.
В 1948 году вошёл в состав сборной Чехословакии на летних Олимпийских играх в Лондоне. В командном многоборье команда Чехословакии, за которую также выступали Зденек Ружичка, Павел Бенетка, Мирослав Малек, Владимир Карас, Лео Соторник, Франтишек Вирт и Вратислав Петрачек, заняла 6-е место в командном многоборье (1292,10), уступив 63,20 балла завоевавшей золото сборной Финляндии. В личном многоборье занял 74-е место (193,10), уступив 36,60 балла чемпиону Вейкко Хухтанену из Финляндии. На отдельных снарядах показал лучший результат в опорном прыжке, где занял 17-е место. В вольных упражнениях занял 38-40-е места, в упражнениях на коне — 41-44-е, на кольцах — 46-е, на брусьях — 102-е, на перекладине — 103-е.
О дальнейшей жизни данных нет.